# Impatiens rutenbergii
Impatiens rutenbergii är en balsaminväxtart som beskrevs av Karl August Otto Hoffmann. Impatiens rutenbergii ingår i släktet balsaminer, och familjen balsaminväxter. Inga underarter finns listade i Catalogue of Life.